# Tin Star
(Citazione dello psicologo clinico M.L. Rapier in apertura del primo episodio.)
Tin Star è una serie televisiva anglo-canadese, creata da Rowan Joffé, con protagonisti Tim Roth, Christina Hendricks e Genevieve O'Reilly.

## Trama
Il poliziotto inglese Jim Worth si trasferisce in Canada con la famiglia per sfuggire a un oscuro passato. Jim, la moglie Angela e i due figli (l'adolescente Anna e il piccolo Peter) si stabiliscono a Little Big Bear, piccola comunità delle Montagne Rocciose Canadesi. Jim dirige la locale stazione di polizia, coadiuvato dai sottoposti Denise Minahik (figlia del capo indiano) e Nick McGillen. La tranquillità di Little Big Bear è sconvolta dall'arrivo della North Stream Oil, una compagnia petrolifera inglese, che intende costruirvi una raffineria. A rappresentare gli interessi della North Stream sono l'addetta alle pubbliche relazioni Elizabeth Bradshaw e il responsabile sicurezza Louis Gagnon. L'arrivo della compagnia, con un importante afflusso di lavoratori stranieri, porta con sé una scia di crimini e sangue che arrivano a colpire Jim e la sua famiglia. Quando questo accade, per ottenere vendetta Jim è costretto a risvegliare Jack Devlin, il suo violento alter ego.

## Episodi
| Stagione         | Episodi | Pubblicazione UK | Prima TV Italia |
| ---------------- | ------- | ---------------- | --------------- |
| Prima stagione   | 10      | 2017             | 2017            |
| Seconda stagione | 9       | 2019             | 2019            |
| Terza stagione   | 6       | 2020             | 2020-2021       |

## Personaggi e interpreti

### Personaggi principali
- Jim Worth/Jack Devlin (stagioni 1-3), interpretato da Tim Roth, doppiato da Massimo Lodolo.
Un ex detective della polizia londinese che diventa il nuovo commissario capo di Little Big Bear.
- Elizabeth Bradshaw (stagioni 1-2), interpretata da Christina Hendricks, doppiata da Sabrina Duranti.
Responsabile delle pubbliche relazioni della North Stream Oil.
- Angela Worth (stagioni 1-3), interpretata da Genevieve O'Reilly, doppiata da Alessandra Korompay.
Moglie di Jim.
- Anna Worth (stagioni 1-3), interpretata da Abigail Lawrie, doppiata da Ludovica Bebi.
Figlia adolescente di Jim e Angela.
- Louis Gagnon (stagione 1), interpretato da Christopher Heyerdahl, doppiato da Paolo Marchese.
Capo della sicurezza della North Stream Oil.
- Simon "Whitey" Brown (stagioni 1-3), interpretato da Oliver Coopersmith, doppiato da Manuel Meli.
Giovane uomo volubile con una misteriosa connessione con Jim.
- Randy (stagione 1), interpretata da Lynda Boyd.
 Proprietaria del Randy's Roadhouse, un bar e in seguito uno strip club; compagna di Frank Keane.
- Jaclyn Letendre (stagioni 1-2), interpretata da Michelle Thrush.
Membro della tribù Ipowahtaman che si trasferisce nella riserva Musqwa.
- Pastore Johan Nickel (stagione 2), interpretato da John Lynch, doppiato da Stefano Benassi.
Predicatore Ammonita.
- Sarah Nickel (stagione 2), interpretata da Anamaria Marinca, doppiata da Selvaggia Quattrini.
Moglie del pastore Johan.
- Rosa Nickel (stagione 2), interpretata da Jenessa Grant.
Figlia del pastore Johan.
- Sig. Quiring (stagione 2), interpretato da Nigel Bennett.
Capo della comunità Ammonita.
- Catherine McKenzie (stagione 3), interpretata da Tanya Moodie, doppiata da Alessandra Cassioli.
Capo della polizia del Merseyside.
- Sara Lunt (stagione 3), interpretata da Kerrie Hayes.
- Mary James (stagione 3), interpretata da Joanne Whalley, doppiata da Fabrizia Castagnoli.
- Michael Ryan (stagione 3), interpretato da Ian Hart, doppiato da Roberto Chevalier.
Imprenditore miliardario e fratello maggiore di Danny.

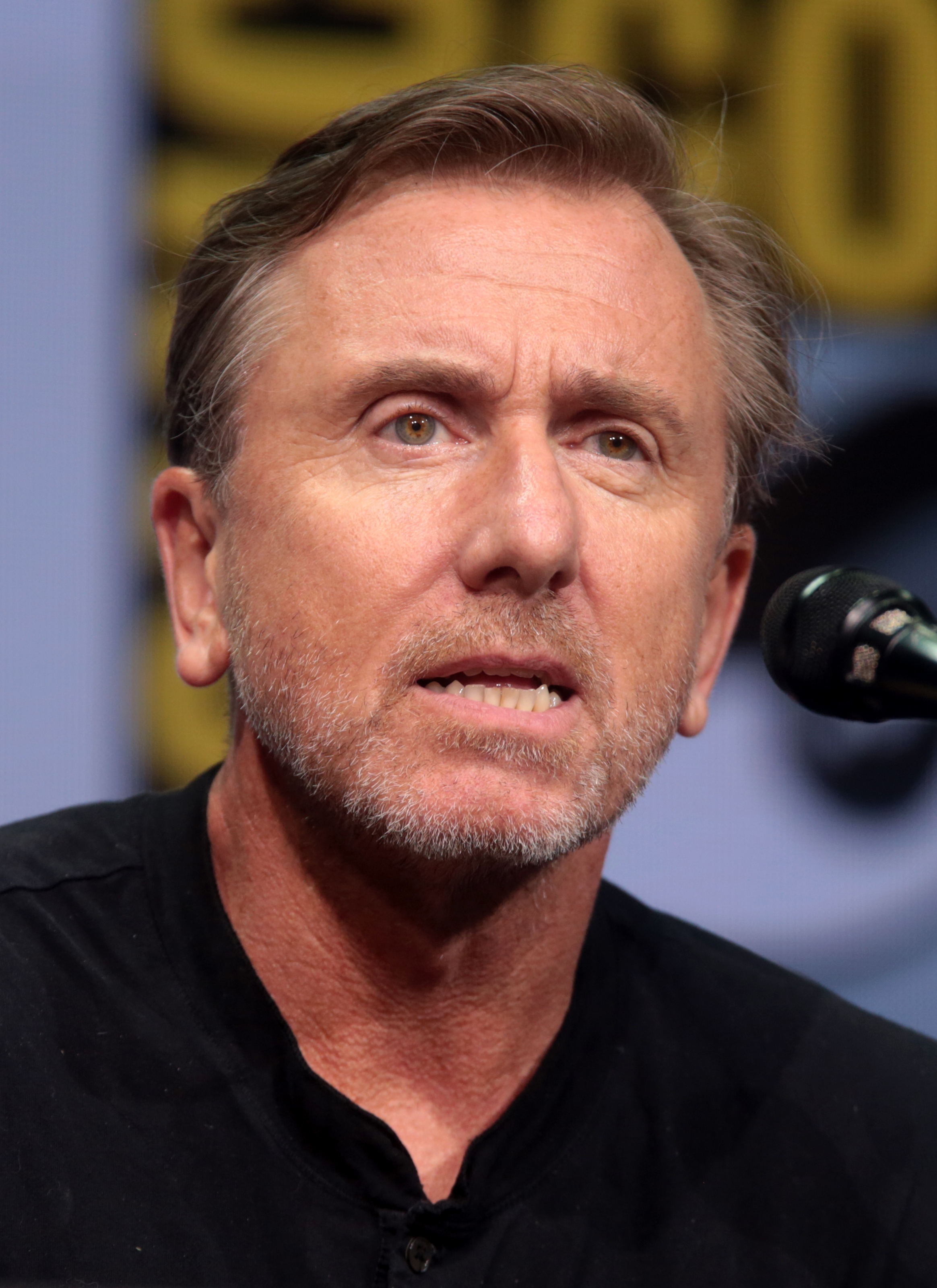
Tim Roth interpreta Jim Worth/Jack Devlin
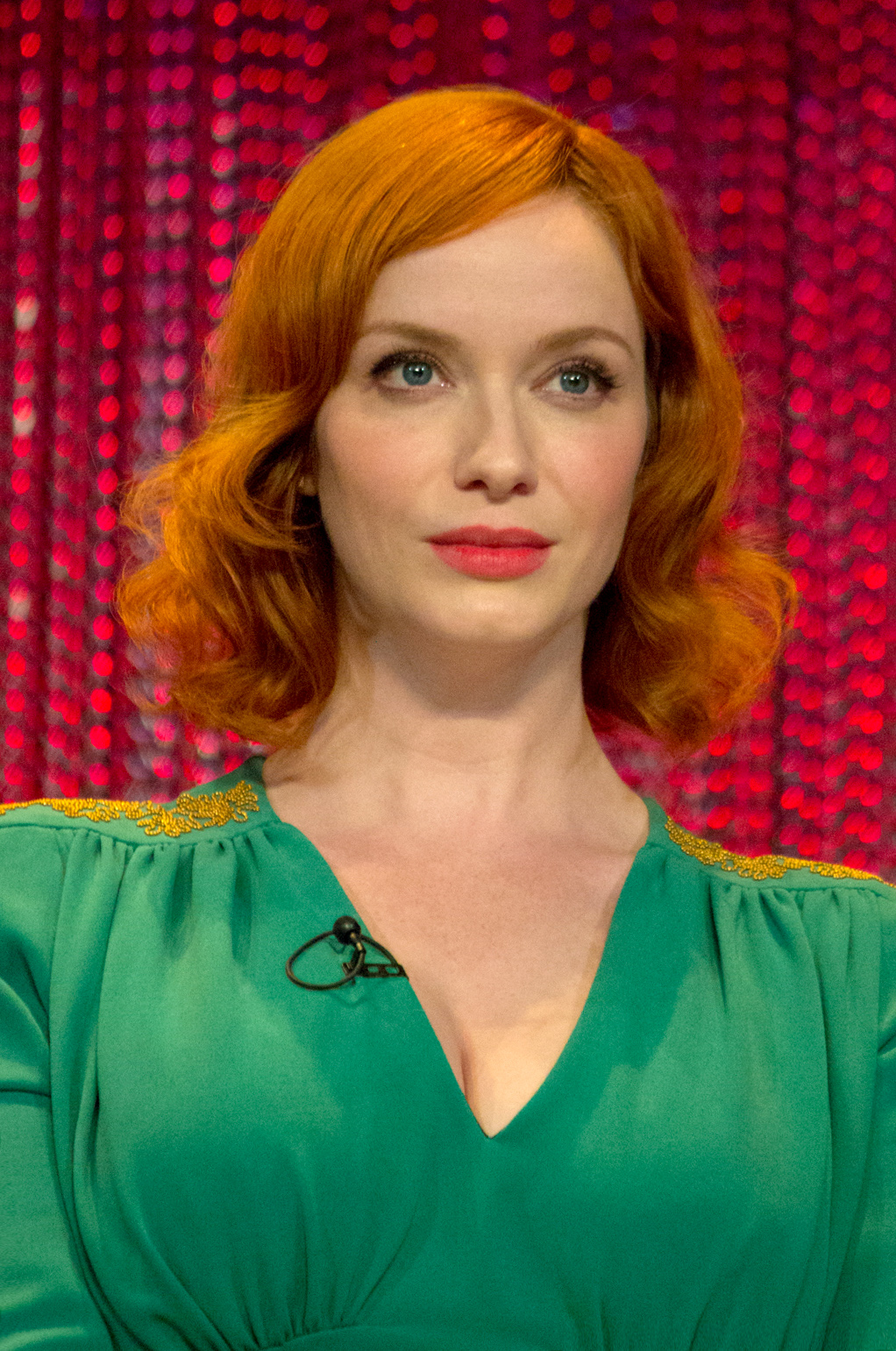
Christina Hendricks interpreta Elizabeth Bradshaw

### Personaggi secondari
- Frank Keane (stagione 1), interpretato da Ian Puleston-Davies, doppiato da Franco Zucca.
Figura criminale del passato di Jim.
- Ufficiale Nick McGillen (stagione 1), interpretato da Ryan Kennedy.
- Ufficiale Denise Minahik (stagione 1), interpretata da Sarah Podemski, doppiata da Angela Brusa.
Ufficiale di Prime nazioni di Little Big Bear.
- Detective Benoit Lehane (stagione 1), interpretato da Roark Critchlow.
Polizia federale reale canadese.
- Jaclyn Letendre (stagioni 1-2), interpretata da Michelle Thrush.
Membro della tribù Ipowahtaman che trasferisce la riserva Musqwa.
- Jacob Minahik (stagione 1), interpretato da Ray G Thunderchild.
Capo della tribù Musqwa e padre di Denise.
- Timothy Whiteknife (stagione 1), interpretato da Gerald Auger.
- Ray Laskamin (stagione 1), interpretato da Joseph Whitebird.
- Hal Laskamin (stagione 1), interpretato da Owen Crowshoe.
- Peter Worth (stagione 1), interpretato da Rupert Turnbull.
Figlio di cinque anni di Jim e Angela.
- Wallace Lyle (stagione 1), interpretato da Nicholas Campbell.
- Daniel Lyle (stagione 1), interpretato da Maxwell McCabe-Lokos.
- Dott.ssa Susan Bouchard (stagione 1), interpretata da Rachael Crawford, doppiata da Tatiana Dessi.
- Padre Gregoire (stagione 1), interpretato da Kevin Hanchard.
Patrocinatore dell'Alcolisti Anonimi.
- Johnny (stagione 1), interpretato da Stephen Walters.
Un criminale di Blackpool che lavora per Frank.
- Reginald Godswill (stagione 1), interpretato da Tobi Bamtefa.
Un criminale che lavora per Whitey e Frank.

## Produzione
La prima stagione è stata girata ad Alberta (Canada) dal giugno al dicembre 2016.
Il 20 aprile 2016 Sky annuncia la scelta di Tim Roth per interpretare il ruolo di Jim Worth e Christina Hendricks per Elizabeth Bradshaw. Al cast si aggiungono successivamente Genevieve O'Reilly per il ruolo di Angela Worth, Christopher Heyerdahl per Louis Gagnon, Abigail Lawrie per Anna Worth e Oliver Coopersmith per Whitey.
Il 4 settembre 2017 la serie è stata rinnovata per una seconda stagione, ancora prima della trasmissione della prima stagione, che è andata in onda dal 24 gennaio 2019.
La serie è stata rinnovata per una terza e ultima stagione ambientata a Liverpool, Inghilterra. Le riprese sono avvenute nel luglio 2019, con la stagione distribuita il 10 dicembre 2020.

## Distribuzione
Nel Regno Unito e in Irlanda, l'intera prima stagione è stata resa disponibile il 7 settembre 2017 su Sky Box Sets e Now. In Italia è stata trasmessa sul canale satellitare Sky Atlantic dal 12 settembre 2017 al 13 gennaio 2021.